# Jacques Lefèvre d'Étaples
Pour les articles homonymes, voir Lefèvre.
 (mars 2025).
Jacques Lefèvre d'Étaples, connu aussi sous le nom de Jacobus Faber (Stapulensis), est un théologien et humaniste français, né vers 1450 à Étaples, dans le Pas-de-Calais, et mort en 1536  à Nérac.

## Biographie

### Années de formation et d'enseignement
Jacques Lefèvre d'Étaples naît vers l'an 1450 suivant l'opinion commune, ou vers 1455 d'après un calcul plus vraisemblable, et qui s'accorde mieux avec les divers événements de sa vie. Il fait ses études à Paris, et se borne au simple grade de maître des arts, ou tout au plus à celui de bachelier. Le goût des voyages le prend après qu'il a enseigné quelque temps les belles-lettres. Il parcourt une partie de l'Europe ; on prétend même que le désir d'étendre ses connaissances le conduit en Asie et en Afrique.
De retour à Paris en 1495, il professe la philosophie au collège du cardinal Lemoine. Il est alors très influencé par le néoplatonisme. Il est professeur à Paris jusque vers l'an 1507. Et bien qu'il soit l'avocat de certaines idées qui sont importantes pour la Réforme, il reste catholique toute sa vie. Il préfére réformer l'Église de l'intérieur. Néanmoins, certains de ses livres sont condamnés pour hérésie.
En 1507, Guillaume Briçonnet, alors évêque de Lodève, se l'attache, le produit à la cour et l'emmène avec lui lorsqu'il est transféré en 1518 au siège de Meaux.

### Une œuvre de vulgarisation critique
C'est à cette époque que Lefèvre publie ses dissertations, où il soutient contre l'opinion commune que sainte Anne n'a eu qu'un seul mari, et que Marie, sœur de Lazare, Marie Madeleine et la pécheresse du chapitre VII de l'Évangile selon Luc sont trois personnes distinctes, portant toutes trois le même nom. Les Pères grecs les avaient distinguées ; les Pères latins les avaient confondues. La faculté de théologie décide en faveur de ces derniers. Cette dispute enfante alors de nombreux écrits polémiques (voir Pierre Cousturier).
Nommé en 1520 vicaire de Guillaume Briçonnet, devenu évêque de Meaux, Lefèvre crée le « cénacle de Meaux » dont le but est d'améliorer la formation des prêtres en s'attachant à la prédication et à la vulgarisation des Écritures, en regroupant autour de lui Guillaume Farel,  Guillaume Briçonnet, Gérard Roussel,  Louis Berquin, François Vatable ou encore Marguerite d'Angoulême.
Lefèvre est du nombre de ces théologiens qui, peu respectueux de la vieille scolastique, cherchent à inspirer le goût de la critique, de l'Antiquité et des langues savantes. Les novateurs en "fait de religion" prêchent le même renouvellement dans les études ecclésiastiques. C'en est assez pour le confondre avec eux. À peine le premier orage est-il apaisé, que sa traduction et son commentaire sur le Nouveau Testament de 1523 suscitent contre lui d'autres poursuites. Sa traduction s'appuie bien sur le texte de la Vulgate, mais y ajoute une soixantaine de corrections d'après les originaux grecs. Les docteurs de Paris sont principalement irrités de l'« Épître exhortatoire » qu'il met en tête de la deuxième partie, où il recommande à tous les fidèles la lecture de l'Écriture sainte en langue vulgaire. Lefèvre doit s'enfuir à Strasbourg.
On défère onze propositions à la faculté; mais le roi, instruit de cette affaire, dans laquelle il ne voit qu'une tracasserie de Noël Béda, en prend connaissance, et Lefèvre, s'étant justifié en présence des prélats et des docteurs que la cour lui a donnés pour juges, sort avec honneur de cette seconde attaque.
Alors qu'en 1525, il publie les Épîtres et Évangiles pour les 52 dimanches de l'an, ses ennemis ont plus de succès dans une troisième attaque; ils profitent du trouble que des prédicateurs indiscrets et des moines turbulents excitent en 1525 dans le diocèse de Meaux, où il est grand vicaire, pour le faire décréter d'ajournement par le parlement (voir Guillaume Briçonnet). Le groupe de Meaux est dissous et Jacques Lefèvre doit s'exiler à Strasbourg.

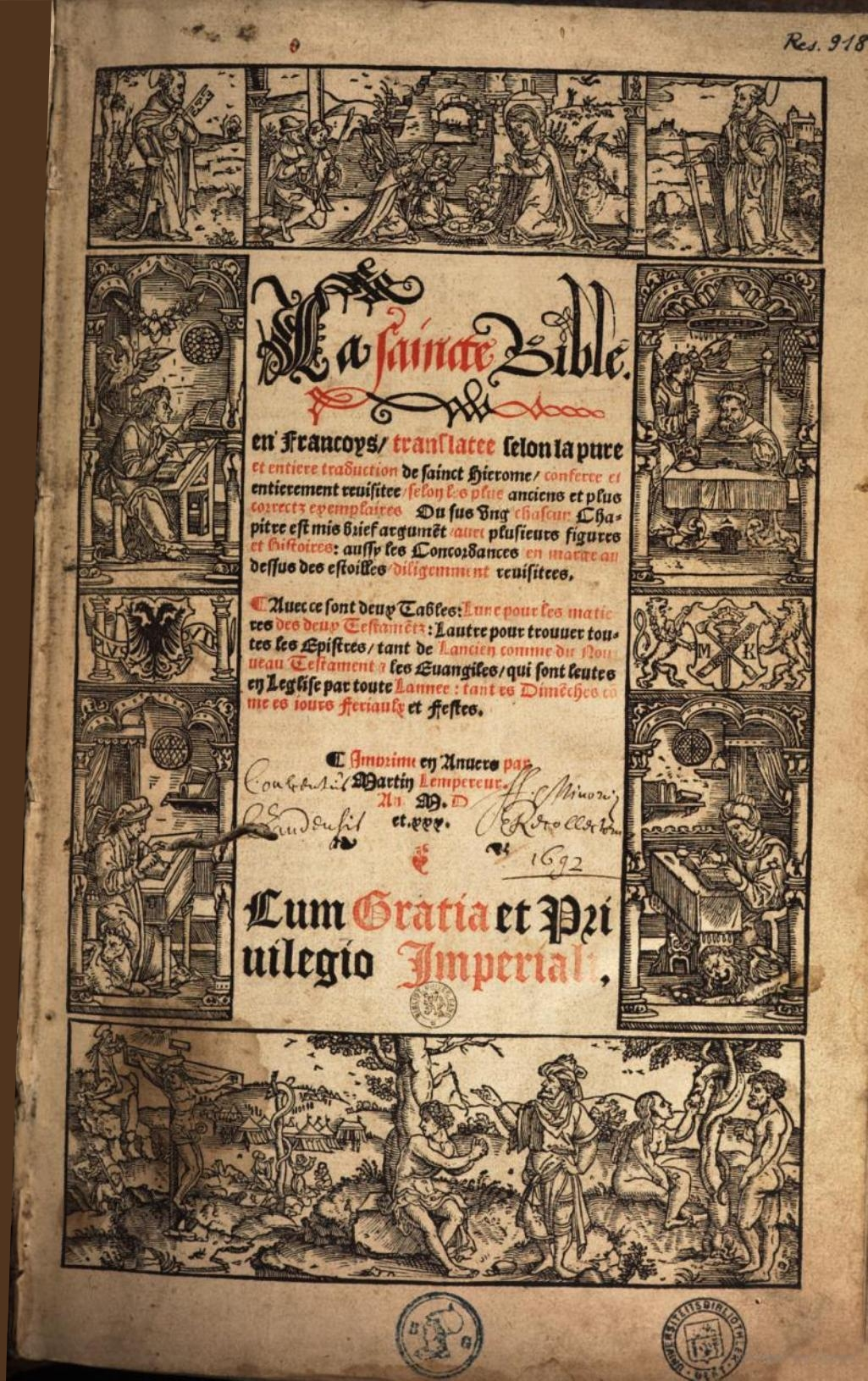
, 1530

François Ier écrit de Madrid en sa faveur au parlement, et à son retour des Espagnes il le nomme précepteur du prince Charles, son troisième fils. Lefèvre acquiert dans cet emploi de nouveaux titres à l'estime et à la confiance du roi, qui l'aurait promu aux premières dignités de l'Église, s'il n'y avait mis des obstacles.
Il est l'un des traducteurs de la Bible en français, le Nouveau Testament en 1523 et l'Ancien Testament en 1528. Sa version intégrale de la Bible basée sur le texte de la Vulgate est imprimée à Anvers en 1530.
En 1531, Marguerite d'Angoulême, sœur de François Ier et Reine de Navarre l'emmène à Nérac, où il passe ses dernières années, jusqu'à sa mort en 1536.
C'est en tant qu'élève d'Alexander Hegius von Heek qu'il édite également ses écrits divers à sa mort. Par ses méthodes d'éducation et de travail, il a une influence importante sur l'intérêt et la manière de penser de certains humanistes.

## Principales publications
- Epitome, compendiosaq(ue) introductio in libros arithmeticos divi Severini Boetii: adiecto familiari commentario dilucidata. Praxis numerandi certis quibusdam regulis constricta, publiée en 1503 chez Wolfgang Hopyl & Henricus Stephanus, plusieurs fois revue. L'arithmétique de Boèce, alias Boethius est une traduction du De institutione arithmetica libri duo  de  Nicomaque de Gérase [lire en ligne].
- Quincuplex Psalterium ; gallicum, romanum, hebraicum, vêtus, conciliatum, 1509 et 1513, chez Henri Estienne, in-fol. avec de petites notes.
- Commentaires sur saint Paul, avec une nouvelle traduction latine, Paris, 1512 et 1531. Cet ouvrage, dans lequel on sent encore le peu de progrès qu'avait fait la critique, fut censuré par Érasme sur la partie grammaticale, et par Beda sur la théologique, ce qui ne l'empêcha pas d'être estimé et recherché.
- Rithmimachie ludus, qui et pugna numerorum appellatur, Paris, Henri Estienne, 1514, in-4° ; opuscule de cinq pages, imprimé à la suite de l'Arithmetica de Jordan Nemorarius. Dans cet opuscule, Lefèvre donne une description fort curieuse de cet ancien jeu pythagorique, mais avec si peu de détail qu'on ne peut bien le connaître qu'en joignant à cette description la notice beaucoup plus étendue que Boissière a donnée du même jeu.
- Œuvres (Opera) de Nicolas de Cues, éd. J. Lefèvre d’Etaples et J. Bade, Paris, 1514 (2e éd., H. Petrus, Bâle, 1565).
- De Maria Magdalena, 1516, 1518, suivi en 1519 d'un autre intitulé : De tribus et unica Magdalena. Dans cet ouvrage, l'auteur y suit l'ordre géométrique il y rétracte plusieurs choses du précédent, par exemple que ces trois femmes portaient toutes le nom de Madeleine.
- Traduction française du Nouveau Testament, Paris, Colines, 1523, 5 vol. in-8°, demi-gothique, sans nom d'auteur, extrêmement rares, surtout le dernier volume. Elle est faite sur la Vulgate, parce qu'il la destinait à l'usage des fidèles. On la retrouve dans sa version entière de La Bible, Anvers, in-fol. ; ibid., 1529 et 1532, 4 vol. in-4° ; 1528, 4 vol. in-8°. L'édition de revue par les docteurs de Louvain, est la plus correcte et la plus rare, parce qu'elle fut supprimée aussi bien que celle de 1511. Ce qu'il y a de singulier, c'est que tandis que les cordeliers de Meaux faisaient la guerre à Lefèvre à cause de ses traductions, ceux d'Anvers donnaient leur approbation, en 1528, pour les faire imprimer et débiter.
- Commentaires sur les Évangiles, Meaux, 1525 ; sa doctrine y paraît très orthodoxe sur les points contestés alors par les novateurs, quoique le syndic Beda lui ait reproché des erreurs à cet égard.
- Commentaires sur les épîtres canoniques, Meaux, 1525 ; tous ses commentaires sur le Nouveau Testament furent mis à l'index par les inquisiteurs romains, sous Clément VIII.
- Épître exhortatoire, qui avait principalement mécontenté les docteurs de Paris.
- Exhortations en français sur les évangiles et les épîtres des dimanches, Meaux, 1525, condamnées par le parlement.
- Traduction latine des livres de la Foi orthodoxe de saint Jean de Damas ; c'est la première version imprimée de cet ouvrage.
- La Magie naturelle. De Magia naturali, livre I : L'influence des astres, traduction et introduction de Jean-Marc Mandosio, Les Belles Lettres, 2018.

## Ses disciples
- Renée de France,
- Guillaume Briçonnet (évêque de Meaux),
- Guillaume Farel (réformateur protestant),
- Charles de Bovelles (mathématicien, philosophe, théologien, mystique, grammairien),
- Josse Clichtove,
- Marguerite de Navarre,
- Beatus Rhenanus (nom de plume du juriste helléniste Beat Bild),
- Jacques Pavanes (martyr).

## Sources partielles
- « Jacques Lefèvre d'Étaples », dans Louis-Gabriel Michaud, Biographie universelle ancienne et moderne : histoire par ordre alphabétique de la vie publique et privée de tous les hommes avec la collaboration de plus de 300 savants et littérateurs français ou étrangers, 2e édition, 1843-1865 [détail de l’édition]
- Jules Bonnet : La mort de Lefebvre d'Etaples dans Récits du seizième siècle en ligne